# Harald Fryklöf

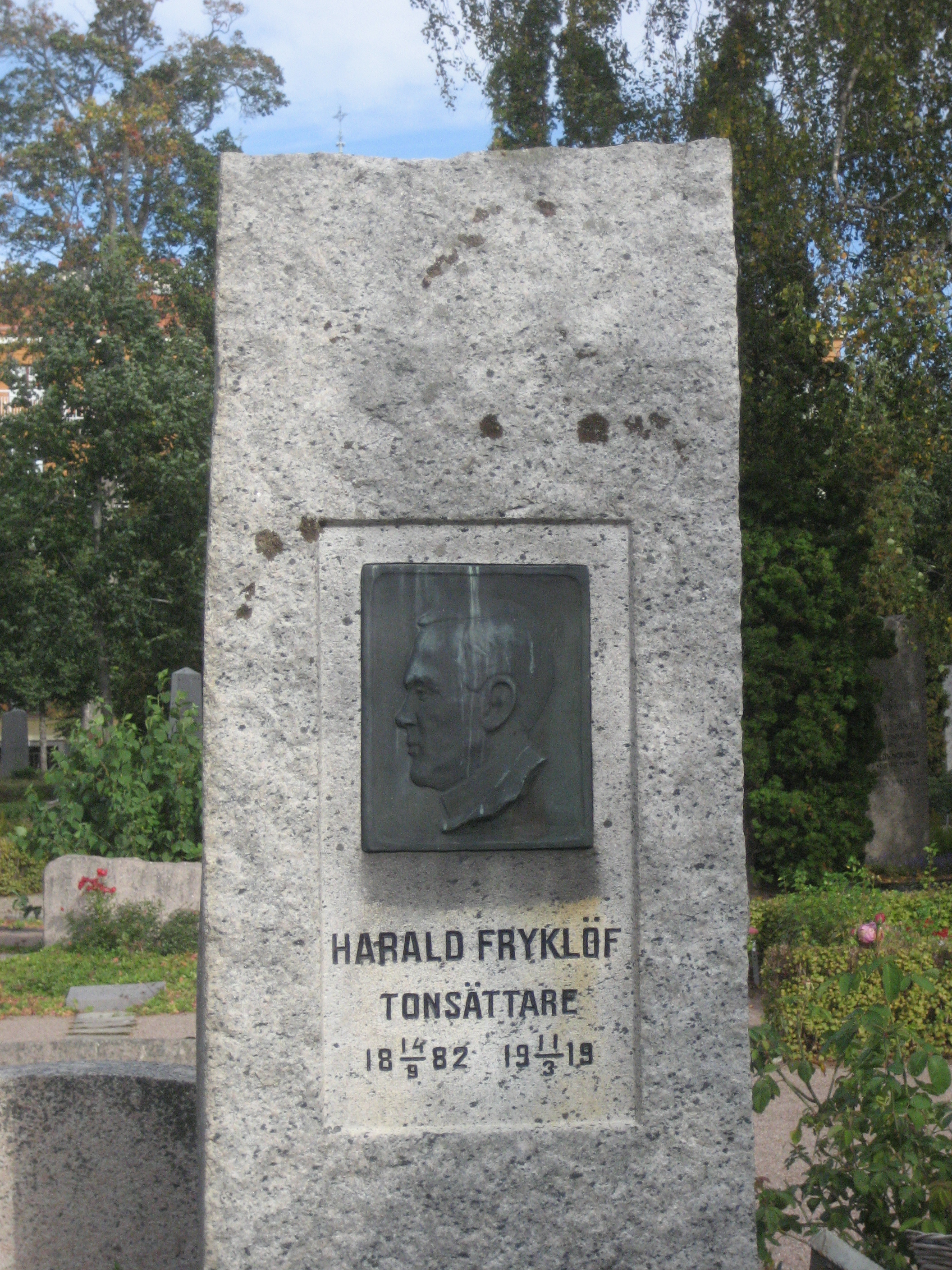
Tomba de Harald Fryklöf

Harald Fryklöf (Uppsala, 14 de setembre de 1882 - Estocolm, 11 de març de 1919 fou un compositor, organista i professor suec.
Estudià piano en el Conservatori d'Estocolm amb Joachim Andersen i en la composició a Lindegren. El 1905 fou pensionat oficial a Berlín, on cursà cert temps amb Scharwenka. Organista auxiliar de la catedral d'Estocolm, el 1908, quedà nomenat en propietat set anys més tard. La seva obra de compositor comprèn entre altres obres: una Obertura de concert; lieder, amb acompanyament d'orquestra; peces per a orgue i per a piano; lieder amb piano i diversos himnes per a cor mixt.
En unió de Palm, Sandberg i Hellerstrom, publicà el 1915 Música Sacra, i només el mateix any un Manual per a l'harmonització de corals, destinat als serveis religiosos.